# Kielgang

Ein Kielgang (in der Luftschifffahrt häufig Kiellaufgang oder Kielsteg) ist ein bei Schiffen und Luftschiffen an die Schiffsmitte anschließender Gang der Bodenbeplattung. Er gehört zu den beim Eisen- und Stahlschiffbau in Längsschiffrichtung verlaufenden und die Schiffsaußenhaut bildenden Plattengängen.

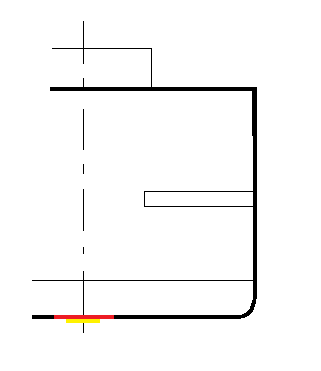
Schematischer Teilquerschnitt eines Schiffs mit Kielgang (rot) und Doppelung (gelb).

## Einsatz

### Seeschifffahrt
Der Kielgang bildet das Rückgrat des Schiffes und ist bei manchen Schiffen, die zum Beispiel in Tidehäfen mit dem Hafengrund in Berührung kommen, zum Schutz des Rumpfs mit einer Doppelung oder größeren Plattenstärke versehen.

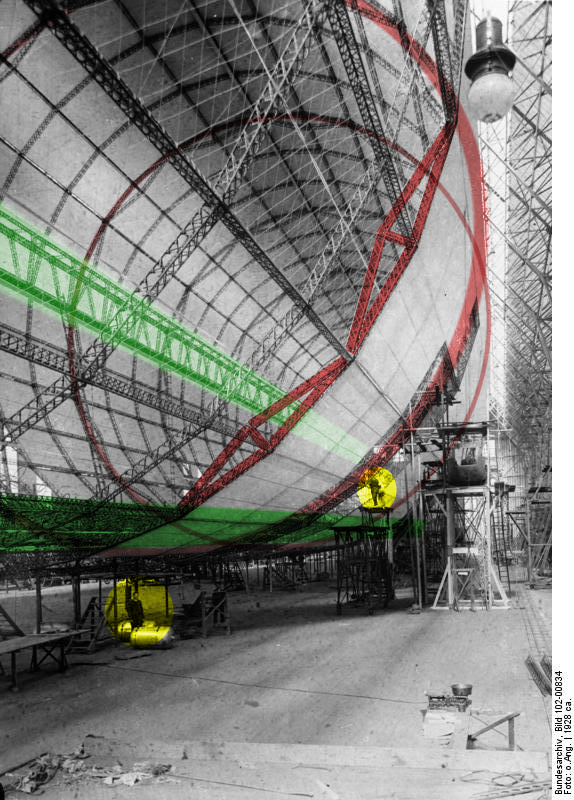
Der Kielgang bei LZ 129, hier unten grün markiert, oberhalb der Achssteg, in rot die Spantenringe

### Luftschifffahrt
Bei Starrluftschiffen trägt der Kielgang als Laufgang gemeinsam mit dem direkt im Zentrum befindlichen Axialgang oder Achssteg im Wesentlichen zur Zugänglichkeit aller Bereiche bei. Er verläuft zwischen Bugkappenring und dem Beginn der Leitflächen, womit er fast die gesamte Länge des Schiffsrumpfes einnimmt. Er wird seit LZ 1 eingesetzt. Teils (beispielsweise bei LZ 127 und LZ 129) sind entlang des Kielgangs Mannschaftsräume (an der Stelle im Luftschiff, für die die betreffenden Crewmitglieder zuständig sind), Frachträume, Laufgänge zu den Motorgondeln oder Technik angeordnet.
Im englischen Passagierluftschiff R100 existierte ein verkürzter Kielgang, der vom unteren Deck, das der Mannschaft als Schlaf- und Aufenthaltsbereich diente, zur Bugspitze führte. Bei der R101 diente der Kielgang unter anderem dem Zugang der Fahrgäste zum Passagierbereich, nachdem sie über den Ankermast mit einem Aufzug an die Bugspitze gelangt waren und das Luftschiff dort betreten hatten. Der sich in Richtung des Hecks fortsetzende Gang war außerdem für den Zugang zu den Waschräumen von den Passagieren betretbar.